# Schtroumpf paresseux
 (septembre 2022).
Si vous disposez d'ouvrages ou d'articles de référence ou si vous connaissez des sites web de qualité traitant du thème abordé ici, merci de compléter l'article en donnant les références utiles à sa vérifiabilité et en les liant à la section « Notes et références ».
Le Schtroumpf paresseux est un personnage de fiction de la bande dessinée Les Schtroumpfs. Il a été créé par le dessinateur belge Peyo en 1962 puis transformé par Thierry Culliford.

## Caractéristiques
Constamment fatigué, le Schtroumpf paresseux passe son temps à dormir. Lorsqu'il doit participer à une activité avec les autres Schtroumpfs, il profite de la moindre occasion pour s'en échapper discrètement et faire une sieste. Il s'agit d'un running gag de la série : le Grand Schtroumpf ou le Schtroumpf à lunettes s'indignent de le voir dormir pendant que les autres travaillent et ils lui ordonnent de se mettre au travail.

## Apparitions notables
On soupçonne qu'il apparait pour la première fois dans Les Schtroumpfs noirs, où il semble être le premier Schtroumpf à être atteint par la maladie qui transforme en une sorte de zombie de couleur noire – celle-ci lui ayant été directement transmise par la mouche Bzz. Bien qu'il figure dans plusieurs histoires avant le tome 6, reconnaissable notamment à sa forme de narcolepsie sur le chantier dans La Schtroumpfette, il n'obtiendra cependant le titre de Paresseux que dans la quatrième vignette de l'album  Le Cosmoschtroumpf.
Dans L'Étrange Réveil du Schtroumpf paresseux, il est victime d'une ruse des autres Schtroumpfs et se met à travailler. Mais, ayant compris la supercherie, il joue à ses amis un tour qui manque de leur être fatal.